# هیتگودا
هیتگودا (به لاتین: Hitgoda) یک منطقهٔ مسکونی در سری‌لانکا است که در استان مرکزی (سری‌لانکا) واقع شده‌است.